# تپه بان چال درکه
تپه بان چال درکه مربوط به دوره نوسنگی است و در شهرستان جوانرود، بخش روانسر، روستای درکه ولد بیگی واقع شده و این اثر در تاریخ ۲۳ شهریور ۱۳۸۲ با شمارهٔ ثبت ۱۰۱۳۳ به‌عنوان یکی از آثار ملی ایران به ثبت رسیده است.